# Louis Morin de Saint-Victor
Pour les articles homonymes, voir Louis Morin et Morin.
Louis Morin, dit de Saint-Victor, est un médecin et botaniste français, né au Mans le 11 juillet 1635, et mort à Paris le 1er mars 1715 . Ses observations systématiques du temps en fait aussi un des pionniers de l'observation météorologique moderne en Europe, ses données ayant été utilisées en climatologie.

## Biographie
Louis Morin de Saint-Victor vint à Paris pour étudier la médecine car selon l'Abbé Rozier : « Son goût pour les plantes se décida de bonne heure : un paysan qui venait en fournir les apothicaires de la ville fut son premier maître ». Une anecdote veut que pour consacrer tout son temps à l'étude, il se nourrissait que de pain et d'eau.
Il est reçu docteur en médecine en 1662 et se forgea la réputation d'un praticien de grande valeur très rapidement. Il est ainsi nommé médecin à l'Hôtel-Dieu. Là, il met dans le tronc des pauvres les rémunérations qu'il reçoit. Sa réputation augmentant, il est choisi comme médecin par Mademoiselle de Guise, petite-fille de Henri de Guise, ce qui l'oblige à prendre un carrosse. Après la mort de celle-ci, en 1688, il se débarrasse de son carrosse et se retire à l'abbaye de Saint-Victor, sans domestique, malgré la pension de 2 000 livres qu'elle lui a léguée. Il ne soigne plus que les pauvres.  
Le 4 février 1699, il est élu associé botaniste à l'Académie royale des sciences de Paris. Il succède à Denis Dodart comme pensionnaire, le 18 février 1708. C'est Claude Bourdelin qui le remplace alors comme associé botaniste. Avant son départ pour son voyage au Levant, en 1700, Joseph Pitton de Tournefort le charge de faire ses démonstrations au Jardin du Roi. L'âge et les infirmités obligent alors Louis Morin à prendre un domestique et à boire une once de vin par jour.
L'éloge qu'en fit Fontenelle à sa mort en 1715, est assez éclairant sur sa personnalité puisque Fontenelle lui attribue cette phrase : « ceux qui me viennent voir me font honneur, ceux qui n'y viennent pas me font plaisir ».

## Legs
Bien que possédant une très grande érudition, Louis Morin n'a écrit que quelques mémoires indiquées dans les tables de l'Académie royale des sciences. Il a laissé une bibliothèque estimée à 10 000 écus, un médailler et un herbier. On a également trouvé après sa mort un index des œuvres d'Hippocrate, en grec et latin, plus ample et plus correct que celui de Pietro Mattei Pini, et un journal d'observations de plus de quarante années (du 1er février 1665 au 13 juillet 1713) donnant des variations du baromètre, du thermomètre, de la sècheresse et de l'humidité de l'air, des pluies, des orages, des brouillards et de tous les changements du vent. Ce registre, découvert par Jean-Pierre Legrand et Maxime Le Goff, est conservé à la bibliothèque de l'Institut de France et fut étudié en détail.
Même si on ne sait pas exactement quel était l'instrument utilisé par Louis Morin et comment il était installé, ces relevés sont très précieux car ils couvrent une bonne partie du minimum de Maunder avec notamment le grand hiver de 1709 mais aussi des belles périodes de douceur/chaleur parfois. Les observations de Louis Morin, complétées par celle de Ismaël Boulliau ainsi que par celles établies par Gordon Manley pour l'Angleterre, ont permis en 2012 d'allonger de 18 années la série de températures sur Paris (1658-2012).
Des statistiques au jour le jour, ont également été réalisées. Marcel Lachiver s'est appuyé sur ces relevés pour éclairer son analyse des famines à la fin du règne de Louis XIV.

## Histoire de l'Académie royale des sciences
- Fait voir à l'Académie un Journal de tous les changements de l'air pendant 33 ans, dans Histoire de l'Académie royale des sciences. Année 1701, p. 18 (lire en ligne)
- Projet d'un système touchant les passages de la boisson et des urines, dans Histoire de l'Académie royale des sciences. Année 1701, p. 34-35, 198-211 (lire en ligne)
- Observations sur la guérison faite à l'Hôtel-Dieu de Paris, de plusieurs scorbutiques, de l'oseille cuite avec des œufs, dans Histoire de l'Académie royale des sciences. Année 1708, p. 52 (lire en ligne)
- Examen des eaux de Forges, dans Histoire de l'Académie royale des sciences. Année 1708, p. 57-58 (lire en ligne)

## Hommage
Au cours du voyage au Levant, Tournefort a découvert de nombreuses plantes. Il a donné le nom de Morina orientalis à une de ces plantes en hommage à Louis Morin.